# 萬秀豬王
《萬秀豬王》是映畫傳播製作、中視監製和播映的台灣綜藝節目，2012年8月18日開播，首映時間為台灣時間每周六20點至22點，主持人豬哥亮從民視《豬哥會社》跳槽至中視，女主持人改由陳亞蘭接棒與豬哥亮搭檔主持；原民視《豬哥會社》主持棒由余天接棒與侯怡君搭檔主持。與豬哥亮曾經主持的民視《豬哥會社》類似，除了採訪單元仿台灣早年主持秀場的形式，及帶入早期台灣許多綜藝節目都有的大樂隊，並重現豬哥亮在秀場時期著名的搞笑短劇。2013年1至2月，柏合麗娛樂傳媒加入製作。2013年2月28日，柏合麗娛樂傳媒解散，該節目恢復由映畫傳播獨立製作。2015年，中天娛樂台加入重播。2014年12月，映畫傳播製作公司將《萬秀豬王》節目搬至華視並改名《華視天王豬哥秀》，原主持人豬哥亮與陳亞蘭也一同跳槽華視。

## 播出時間

### 首播
| 頻道          | 所在地   | 播映日期                      | 播出時間         | 備註              |
| ------------- | -------- | ----------------------------- | ---------------- | ----------------- |
| 中視無線台    | 臺灣     | 2012年8月18日－2013年11月23日 | 週六20:00－22:00 | 部分集數播至22:15 |
| 中視HD台      | 臺灣     | 2013年6月8日－2014年3月2日    | 週六20:00－22:00 | 部分集數播至22:15 |
| Astro歡喜台   | 马来西亚 | 2013年1月19日 - 2014年4月26日 | 週六22:00－00:00 |                   |
| Astro歡喜台HD | 马来西亚 | 2013年6月29日 - 2014年4月26日 | 週六22:00－00:00 |                   |
| Astro喜悅HD   | 马来西亚 | 2015年2月7日 - 2016年2月6日   | 週六18:00－20:00 |                   |

### 重播
| 頻道       | 所在地 | 播映日期                     | 播出時間             | 備註                 |
| ---------- | ------ | ---------------------------- | -------------------- | -------------------- |
| 中視HD台   | 臺灣   | 2012年10月21日－2013年6月2日 | 週日22:00－週一00:00 |                      |
| 中天娛樂台 | 臺灣   | 2015年                       | 週六19:00－21:00     |                      |
| 中視無線台 | 臺灣   | 2018年5月12日－2019年3月16日 | 週六20:00－22:00     | 稱作《萬秀豬王尚讚》 |

### 精華版
| 頻道       | 所在地 | 播映日期         | 播出時間         | 備註                                    |
| ---------- | ------ | ---------------- | ---------------- | --------------------------------------- |
| 中視無線台 | 臺灣   | 2012年10月14日－ | 週日13:30－15:30 | 從第一集開始播映，稱做 萬秀豬王精華版。 |

## 節目單元
〈萬秀劇場〉
短劇單元。
兩位節目主持人是短劇固定班底，並另外邀請一些藝人參演，且以女舞者（有時視狀況加入短劇演員）的舞蹈表演當作開頭。
開播前兩集一天播映兩場短劇，從第三集起增至三場。
〈萬秀大牌檔〉
邀請藝人表演，並接受兩位節目主持人訪問。
〈萬秀大獨家〉
邀請藝人表演，並接受兩位節目主持人訪問。與〈萬秀大牌檔〉不同處，在於標榜來賓是同日同時段其他節目絕無邀請的藝人。首位受邀藝人為第一集的張韶涵。

## 節目來賓
| 訪問單元來賓 | 訪問單元來賓 | 訪問單元來賓 | 訪問單元來賓                 |
| ------------ | ------------ | --- | ---------------------------- |
| 集數         | 播出日期     | 參加來賓 | 備註                         |
| 1            | 2012-08-18   | 張韶涵、劉真、林俊逸、江蕙、方炯鑌、王彩樺                                                                                               |                              |
| 2            | 2012-08-25   | 愷弟、甄妮、潘瑋柏、郭采潔 |                              |
| 3            | 2012-09-01   | 康康、唐從聖、劉福助、王彩樺、蔡秋鳳、翁立友、溫昇豪、林凡                                                                               |                              |
| 4            | 2012-09-08   | 楊丞琳、賀一航、方駿、黃乙玲、楊烈 |                              |
| 5            | 2012-09-15   | 翁倩玉、李翊君、檢場、康弘、任賢齊、楊宗憲、林淑容                                                                                       |                              |
| 6            | 2012-09-22   | 熊天平、楊洋（熊天平之妻）、李愛綺、辦桌二人組、邱澤、澎恰恰、許效舜、黃品源、孫淑媚                                                     |                              |
| 7            | 2012-09-29   | 信、黃西田、吳宗憲、蔡小虎、黃思婷 |                              |
| 8            | 2012-10-06   | 林育羣、大愷、王瑞霞、張秀卿、許志豪、葉啟田                                                                                             |                              |
| 9            | 2012-10-13   | 周傳雄、袁惟仁、詹雅雯、曾心梅、林俊吉、阿吉仔                                                                                           |                              |
| 10           | 2012-10-20   | 杜德偉、王中平、吳淑敏、文夏、荒山亮、劉子千、甄珍、李芳雯                                                                               |                              |
| 11           | 2012-10-27   | 吳建豪、張峰奇、徐詣帆、陳慶洋、謝雷、謝小魚、方瑞娥、陳隨意、高向鵬、方怡萍                                                             |                              |
| 12           | 2012-11-03   | 張帝、張魁、苗可麗、連靜雯、陳雷 |                              |
| 13           | 2012-11-10   | 城市少女、蕭薔、楊麗花、紀麗如、小咪 |                              |
| 14           | 2012-11-17   | 胡宇威、鬼鬼、吳芮甄、向蕙玲、蘇路、霍正奇、沈文程、董育君                                                                               |                              |
| 15           | 2012-11-24   | MATZKA、董事長樂團、袁小迪、張信哲 |                              |
| 16           | 2012-12-01   | 王心凌、S.H.E、新寶島康樂隊 |                              |
| 17           | 2012-12-08   | 王彩樺、蔡幸娟、江志豐、羅時豐 |                              |
| 18           | 2012-12-15   | 金佩姍、張秀卿、許志豪、吳俊宏、馬國畢、白雲、蕭敬騰                                                                                     |                              |
| 19           | 2012-12-22   | 高向鵬、傅振輝、羅霈穎、阿吉仔、蘇路 |                              |
| 20           | 2012-12-29   | 范瑋琪、康康、吳淑敏、蔡秋鳳 |                              |
| 21           | 2013-01-05   | 安心亞、Super131、陳隨意、唐儷、孫翠鳳、非洲小童                                                                                         |                              |
| 22           | 2013-01-12   | 亂彈 (樂團)、黃思婷、吳俊宏、葉璦菱 |                              |
| 23           | 2013-01-19   | 方宥心、賴銘偉、Janet、江淑娜、梁修身、司馬穎雙、紀欣妤、亮亮、宋逸民、陳維齡、宋達民、洪百榕、李宣榕                                    |                              |
| 24           | 2013-01-26   | 宥勝、郭靜、琇琴、民雄、黃品源、曾心梅、邱瓈寬、謝欣諭、郭采潔、楊祐寧                                                                   |                              |
| 25           | 2013-02-02   | MP魔幻力量、家家、寶媽、僅雯、翁立友、李翊君、傅娟                                                                                       |                              |
| 26           | 2013-02-09   | 素珠、吳敏、黃西田、大小芭比、愷弟、謝欣諭、呂雪鳳、陳思璇、殷琦、錢帥君、黃志瑋、張睿家、賴琳恩、曾之喬、黃妃、王彩樺、伍佰、China Blue | 萬秀豬王旺新年——除夕特別節目 |
| 27           | 2013-02-16   | 吳申梅、黃文星、A-Lin、小宇、劉福助、甲子慧                                                                                              |                              |
| 28           | 2013-02-23   | 于台煙、包偉銘、黃韻玲、林俊逸、向娃、林美照                                                                                             |                              |
| 29           | 2013-03-02   | 北原山貓、吳亦帆、張琪、謝雷、朱海君、張蓉蓉                                                                                             |                              |
| 30           | 2013-03-09   | 安心亞、藍正龍、北村豐晴、施文彬、蕭煌奇                                                                                                 |                              |
| 31           | 2013-03-16   | 自由發揮、鄭多燕、王中皇、楊慶煌、素珠、林美秀、王彩樺、葉復台、邱瓈寬                                                                   |                              |
| 32           | 2013-03-23   | 陳思安、李明洋、方文琳、李千娜、張勛傑、楊繡惠、馬世莉                                                                                   |                              |
| 33           | 2013-03-30   | 蔡小虎、林良歡、龍劭華、苗可麗、吳朋奉、森進一、羅時豐                                                                                   |                              |
| 34           | 2013-04-06   | 江國賓、鄭志偉、翁立友、葉勝欽、劉真、澎澎                                                                                               |                              |
| 35           | 2013-04-13   | 林俊傑、小咪、李宣榕、熊海靈、包翠英、NONO、朱海君                                                                                       |                              |
| 36           | 2013-04-20   | 動力火車、歐陽龍、傅娟、歐陽娜娜、歐陽妮妮、歐陽娣娣、澎恰恰、王予柔                                                                     |                              |
| 37           | 2013-04-27   | 王中平、侯昌明、陳茂豐、楊懷民、許仙姬、張秀卿、蔡秋鳳、蔡義德、黃思婷、張蓉蓉                                                           |                              |
| 38           | 2013-05-04   | 孫情、夏禕、小辣椒、向娃、葉蔻、陳隨意、謝宜君                                                                                           |                              |
| 39           | 2013-05-11   | 朱俐靜、陳勢安、方瑞娥、高向鵬、黃妃、林智勝、詹智堯                                                                                     |                              |
| 40           | 2013-05-18   | 林隆璇、阿雅、龍飄飄、方怡萍、龍千玉、江志豐                                                                                             |                              |
| 41           | 2013-05-25   | 黃鴻升、黃仲崑、黃雅珉、秦楊、揚哲、羅霈穎、蔡頭                                                                                         |                              |
| 42           | 2013-06-01   | 戴愛玲、高慧君、翁立友、五木寬、小亮哥、王彩樺、孫協志、Sun Lady、潘麗麗、李如麟                                                         |                              |
| 43           | 2013-06-08   | 王夢麟、曾淑勤、陳曉東、安心亞、潘越雲、孫翠鳳、鄭雅升、陳昭賢、陳昭婷、明華園                                                           |                              |
| 44           | 2013-06-15   | 蕭玉芬、董育君、池秋美、許效舜、黃鐙輝、李國毅、孟耿如、詹雅雯                                                                           |                              |
| 45           | 2013-06-22   | 翁立友、楊靜、方怡萍、朱海君、秀蘭瑪雅、陳冠霖、紀寶如、紀麗如                                                                           |                              |
| 46           | 2013-06-29   | 大芭比、洪百慧、林淑容、羅時豐、阿吉仔、吳儀君、黃思婷、陳思安                                                                           |                              |
| 47           | 2013-07-06   | 溫昇豪、高宇蓁、周杰倫、劉畊宏、唐從聖、呂雪鳳、石惠君、蘭陽戲劇團、黃國倫、寇乃馨                                                       |                              |
| 48           | 2013-07-13   | 李翊君、謝麗金、向蕙玲、李明洋、李婭莎、邵大倫、賀一航、劉福助                                                                           |                              |
| 49           | 2013-07-20   | 劉子千、阿弟、阿Ben、葉啟田、溫翠蘋、齊藤依紗、熊海靈                                                                                    |                              |
| 50           | 2013-07-27   | 關詩敏、柯佳嬿、謝佳見、坣娜、周思潔、徐淑媛、謝銘祐、游鴻明                                                                             |                              |
| 51           | 2013-08-03   | 張瀛仁、施文彬、楊祐寧、林美秀、夏于喬、王美雪、陸小芬、葉諾帆、江惠儀、邱瓈寬、煌禕、徐若瑄、阿端、邱于承                               |                              |
| 52           | 2013-08-10   | 黃莉、羅美玲、高蕾雅、吳淑敏、伍浩哲、邰智源、莫凡、Nikita、林俊吉、戴梅君                                                               |                              |
| 53           | 2013-08-17   | 王建傑、方寧、荒山亮、王俊傑、許效舜、鳳娘、白雲、唐從聖                                                                                 |                              |
| 54           | 2013-08-24   | 豆花妹、弦子、李宣榕、澎恰恰、許景淳、彭佳慧                                                                                             |                              |
| 55           | 2013-08-31   | 方順吉、蘇路、楊丞琳、黃思婷、陳隨意、張心傑、梁一貞                                                                                     |                              |
| 56           | 2013-09-07   | 林良歡、許志豪、劉依純、辦桌二人組、侯昌明、曾雅蘭、孫耀威、黃嘉千、楊謹華、蔡淑臻                                                       |                              |
| 57           | 2013-09-14   | 民雄、范逸臣、方季韋、陳明真、陽帆、高向鵬、謝宜君                                                                                       |                              |
| 58           | 2013-09-21   | 江美琪、郭靜、西卿、黃鳳儀、趙詠華、孫情、張魁                                                                                           |                              |
| 59           | 2013-09-28   | 郭金發、梅東生、曾心梅、秀蘭瑪雅、金枝演社劇團、蕭煌奇、王詩安                                                                           |                              |
| 60           | 2013-10-05   | 柯有倫、方文山、魏如昀、韓雨潔、林姍、張蓉蓉、黃乙玲、楊繡惠                                                                             |                              |
| 61           | 2013-10-12   | 周蕙、林凡、良山兄、陳思安、阿吉仔、藍天、宋達民、洪百榕                                                                                 |                              |
| 62           | 2013-10-19   | 巫啟賢、巫歡歡、方瑞娥、林美照、袁小迪、向蕙玲、范可欽、TITI、小嫻                                                                       |                              |
| 63           | 2013-10-26   | 安迪、林吟蔚、瑪格麗特、徐小可、張秀卿、李翊君、邵大倫                                                                                   |                              |
| 64           | 2013-11-02   | 葉勝欽、林秀琴、澎恰恰、孫協志、林智勝、Sun Lady、陽帆、黃思婷、賀一航、曾志豪                                                           |                              |
| 65           | 2013-11-09   | 閃靈樂團、賴佩霞、姚黛瑋、唐儷、傅振輝、揚哲、劉曉憶、MATZKA、小應                                                                       |                              |
| 66           | 2013-11-16   | 天氣女孩、張克帆、李愛綺、吳申梅、金沛晟、馬靓辳                                                                                         |                              |
| 67           | 2013-11-23   | 無雙樂團、閃亮三姐妹、Dream Girls、范怡文、官靈芝                                                                                        | 最後一集                     |

## 萬秀劇場
| 短劇演員 | 短劇演員           | 短劇演員 |
| -------- | ------------------ | --- |
| 集數     | 劇名               | 演出藝人 |
| 第1集    | 1.豬千金讀書趣     | 豬哥亮(飾豬老爺)、陳亞蘭(飾小生)、張瓊姿(飾豬夫人)、林美秀 (飾美秀豬-大女兒)、鍾欣凌(飾粉紅豬-二女兒) |
| 第1集    | 2.黃金店面         | 豬哥亮(飾公廁管理員)、陳亞蘭(飾貴婦)、向娃(飾服飾店老闆娘)、方駿(飾水果攤老闆)、黃西田(飾葬儀社老闆)、康弘(飾摸摸茶店老闆)、洪棠(飾辣妹客人)、瑤瑤(飾辣妹客人)                                                   |
| 第2集    | 3.冒牌豬神算       | 豬哥亮(飾假算命師)、陳亞蘭(飾女刑警)、方駿(飾真算命師)、吳品萱(飾客人)、丫頭(飾小學生乙)、韓宜邦(飾小學生甲) |
| 第2集    | 4.老兵入伍         | 豬哥亮(飾老兵)、陳亞蘭(飾劉福助女兒)、白雲(飾老兵)、方駿(飾老兵)、黃西田(飾老兵)、劉福助(飾老兵)、馬國畢(飾班長)、康弘(飾連長)、杜詩梅(飾白雲女友)、素珠(飾黃西田奶奶)、邱逸峰(飾方駿男友)、連靜雯(飾豬哥亮女友) |
| 第3集    | 5.爆笑診所         | 豬哥亮(醫生)、陳亞蘭(醫生娘)、殷琦(病人)、宏都拉斯(正牌醫生) |
| 第3集    | 6.瘋狂理髮院       | 豬哥亮(飾老闆)、陳亞蘭(飾老闆娘)、馬國畢(飾客人) |
| 第3集    | 7.黑心中藥店       | 豬哥亮(飾老闆)、陳亞蘭(飾窮人家)、素珠(飾窮人家媽媽)、小亮哥(飾有錢老闆)、連靜雯(飾豬哥亮情婦)、王彩樺(飾豬哥亮老婆)                                                                                             |
| 第4集    | 8.糊塗清潔工       | 豬哥亮(飾清潔工)、陳亞蘭(飾秘書)、洪都拉斯(飾老闆)、余秉諺(飾員工)、李妍瑾(飾員工) |
| 第4集    | 9.久病成良醫       | 豬哥亮(飾病人)、陳亞蘭(飾院長)、鄭志偉(飾病友)、廖慧珍(飾病友) |
| 第4集    | 10.浪女回頭金不換  | 豬哥亮(飾老大)、陳亞蘭(飾麵攤老闆女兒)、方駿(飾麵攤老闆)、黃鐙輝(飾小弟)、邱逸峰(飾小弟) |
| 第5集    | 11.笨小孩          | 豬哥亮(飾三弟)、陳亞蘭(飾大姊)、苗可麗(飾阿嬤)、馬國畢(飾隔壁屋主)、GIGI(飾二姊) |
| 第5集    | 12.我是大丈夫      | 豬哥亮(飾主任)、陳亞蘭(飾主任太太)、王中平(飾小職員)、小亮哥(飾小職員)、邱逸峰(飾小職員) |
| 第5集    | 13.醫院風雲        | 豬哥亮(飾豬哥診所醫生)、陳亞蘭(飾護士)、徐亨(飾黑道大哥黑龍)、劉伊心(飾黑道大哥黑龍老婆)、邱逸峰(飾外科醫師)、狄鶯(飾黑道大姊大)、馬國賢(飾黑道大姊大老公)、黃鐙輝(飾婦產科醫師)、黃西田(飾歐吉桑)               |
| 第6集    | 14.詐騙夫妻        | 豬哥亮(飾先生)、陳亞蘭(飾蔬果攤販)、況明潔(飾太太)、廖慧珍(飾豆腐攤販)、向娃(飾麵條攤販) |
| 第6集    | 15.歡喜冤家        | 豬哥亮(飾塑膠器具行老闆)、陳亞蘭(飾瓷器行老闆娘)、陳珮騏(飾陳亞蘭女兒)、江宏恩(飾豬哥亮兒子) |
| 第6集    | 16.巡按大人        | 豬哥亮(飾姦夫)、陳亞蘭(飾巡按大人)、連靜雯(飾原告)、苗可麗(飾後母) |
| 第7集    | 17.好心被雷劈      | 豬哥亮(飾住宿客人)、陳亞蘭(飾飯店經理)、王思佳(飾住宿客人)、阿布(飾住宿客人) |
| 第7集    | 18.中秋起義        | 豬哥亮(飾劉伯溫)、陳亞蘭(飾朱元璋)、黃鐙輝(飾馬伕)、劉曉憶(飾朱元璋的老婆)、賀一航(飾蒙古元帥)、馬國賢(飾蒙古將軍)                                                                                               |
| 第7集    | 19.未來媳婦        | 豬哥亮(飾爸爸)、陳亞蘭(飾侯昌明的女友)、侯昌明(飾大兒子)、沈世朋(飾二兒子)、李易(飾三兒子)、曾苡晴(飾沈世朋的女友)、楚宣(飾李易的女友)                                                                           |
| 第8集    | 20.倒楣物語        | 豬哥亮(飾路人)、陳亞蘭(飾精神病病人)、李佳豫(飾路人)、小亮哥(飾歐吉桑)、韓宜邦(飾小孩)、高玉珊(飾媽媽)、馬國畢(飾精神病醫生)                                                                                     |
| 第8集    | 21.不良老年        | 豬哥亮(飾阿公)、陳亞蘭(飾媽媽)、伊正(飾爸爸)、張棋惠(飾女兒)、素珠(飾隔壁鄰居)、潘逸安(飾隔壁鄰居)、丁小芹(飾女友)                                                                                               |
| 第8集    | 22.妻妾成群        | 豬哥亮(飾先生)、陳亞蘭(飾大老婆)、丁國琳(飾二老婆)、黃雨欣(飾小三) |
| 第9集    | 23.豬飛鴻國術館    | 豬哥亮(飾館長)、陳亞蘭(飾媽媽)、邱逸峰(飾兒子)、馬國畢(飾病人)、馬國賢(飾警察) |
| 第9集    | 24.兄弟情          | 豬哥亮(飾哥哥)、陳亞蘭(飾女傭)、陳珮騏(飾嫂嫂)、蘇炳憲(飾醫生)、宋逸民(飾弟弟) |
| 第9集    | 25.風雲再起        | 豬哥亮(飾囚犯大哥)、陳亞蘭(飾典獄長)、黃泰安(飾囚犯)、張峰奇(飾囚犯)、丁力祺(飾囚犯) |
| 第10集   | 26.校園風雲        | 豬哥亮(飾學生)、陳亞蘭(飾教官)、馬國畢(飾學生)、邱逸峰(飾學生)、方駿(飾班導) |
| 第10集   | 27.老夫少妻        | 豬哥亮(飾先生)、陳亞蘭(飾婚紗店老闆娘)、賴薇如(飾太太)、素珠(飾阿嬤)、阿布(飾婚紗店員工) |
| 第10集   | 28.救紅塵          | 豬哥亮(飾牛郎)、陳亞蘭(飾女客人)、高玉珊(飾牛郎店老闆娘)、鍾欣凌(飾女客人) |
| 第11集   | 29.吸血鬼傳奇      | 豬哥亮(飾吸血鬼)、陳亞蘭(飾吸血鬼)、邱逸峰(飾學生)、吳芮甄(飾學生)、李妍瑾(飾吸血鬼)、宋逸民(飾吸血鬼) |
| 第11集   | 30.少爺與媽媽      | 豬哥亮(飾兒子)、陳亞蘭(飾太太)、顏嘉樂(飾管家)、洪都拉斯(飾先生)、何依霈(飾女友)、丁力祺(飾少爺)、邱逸峰(飾警察)                                                                                                 |
| 第11集   | 31.派出所風雲      | 豬哥亮(飾犯人)、陳亞蘭(飾主管)、長青(飾主管)、潘逸安(飾報案人)、廖慧珍(飾報案人) |
| 第12集   | 32.真假公子        | 豬哥亮(飾管家)、陳亞蘭(飾管家太太)、黃鐙輝(飾老闆兒子)、高捷(飾老闆)、唐豐(飾管家兒子) |
| 第12集   | 33.前夫前妻        | 豬哥亮(飾前夫)、陳亞蘭(飾前妻)、夏宇童(飾女兒)、伊正(飾男友) |
| 第12集   | 34.豬問            | 豬哥亮(飾師父)、陳亞蘭(飾大師兄)、馬幼興(飾徒弟)、黃泰安(飾踢館)、邱逸峰(飾踢館)、方駿(飾踢館) |
| 第13集   | 35.霸王別姬        | 豬哥亮(飾楚霸王)、陳亞蘭(飾劉邦)、小Call(飾小愛妃)、Stacy(飾大愛妃) |
| 第13集   | 36.豬董落難記      | 豬哥亮(飾豬董)、陳亞蘭(飾媽媽桑)、王宇婕(飾酒家女)、苗可麗(飾酒家女)、陳霆(飾苗可麗的先生)、連靜雯(飾酒家女) |
| 第13集   | 37.逼婚記          | 豬哥亮(飾服裝設計師)、陳亞蘭(飾助理)、阿嬌(飾姊姊)、胡安安(飾妹妹)、馬國賢(飾男同志) |
| 第14集   | 38.天兵刑警        | 豬哥亮(飾警員)、陳亞蘭(飾警員)、邱逸峰(飾犯人)、林美照(飾女友)、小亮哥(飾探長) |
| 第14集   | 39.人不可貌相      | 豬哥亮(飾爸爸)、陳亞蘭(飾媽媽)、素珠(飾阿嬤)、丁小芹(飾女兒)、白雲(飾壞人)、潘逸安(飾壞人) |
| 第14集   | 40.婆媳戰爭        | 豬哥亮(飾丈夫)、陳亞蘭(飾媳婦)、吳敏(飾婆婆)、羅巧倫(飾孫女) |
| 第15集   | 41.懶惰世家        | 豬哥亮(飾爸爸)、陳亞蘭(飾賴薇如的媽媽)、方駿(飾爺爺)、陳冠霖(飾兒子)、賴薇如(飾陳冠霖的女友) |
| 第15集   | 42.舊情也綿綿      | 豬哥亮(飾先生)、陳亞蘭(飾老婆)、丫頭(飾女兒)、林美照(飾舊情人)、戈偉如(飾舊情人-小鹹鹹) |
| 第15集   | 43.驚聲尖笑        | 豬哥亮(飾窮人)、陳亞蘭(飾水鬼)、王思佳(飾太太)、楊少文(飾壞人) |
| 第15集   | 44.富二代          | 豬哥亮(飾經理)、陳亞蘭(飾副理)、何姵蓓(飾總機)、劉美玲(飾總務)、陳誼(飾秘書)、翁立友(飾司機)、廖柏翔(飾老闆的兒子)                                                                                               |
| 第16集   | 45.天兵神偷        | 豬哥亮(飾賊師父)、陳亞蘭(飾賊徒弟)、黃泰安(飾屋主) |
| 第16集   | 46.鬧洞房          | 豬哥亮(飾鰥夫)、陳亞蘭(飾媒婆)、王彩樺(飾寡婦)、吳淑敏(飾寡婦女兒) |
| 第16集   | 47.男性的復仇      | 豬哥亮(飾大老闆)、陳亞蘭(飾清潔工)、素珠(飾媽媽桑)、黃鐙輝(飾特助) |
| 第17集   | 48.碼頭事件簿      | 豬哥亮(飾香腸攤販)、陳亞蘭(飾客人)、潘逸安(飾問路人)、邱逸峰(飾偷渡客) |
| 第17集   | 49.上錯醫院住錯房  | 豬哥亮(飾病人)、陳亞蘭(飾護士)、洪都拉斯(飾醫生)、呂雪鳳(飾寡婦) |
| 第17集   | 50.真相大白        | 豬哥亮(飾小偷)、陳亞蘭(飾女警)、大愷(飾警察)、伊正(飾先生)、陳珮騏(飾太太) |
| 第18集   | 51.豬哥按摩院      | 豬哥亮(飾師傅)、陳亞蘭(飾伙計)、高捷(飾客人)、李妍瑾(飾客人) |
| 第18集   | 52.女人國          | 豬哥亮(飾國王)、陳亞蘭(飾將軍)、王思佳(飾美女)、苗可麗(飾美女)、吳敏(飾美女) |
| 第18集   | 53.偵探特訓班      | 豬哥亮(飾偵探)、陳亞蘭(飾學員)、唐豐(飾學員)、張善為(飾學員)、邱逸峰(飾屍體) |
| 第19集   | 54.去看流星雨      | 豬哥亮(飾有錢人)、陳亞蘭(飾攤販)、賴薇如(飾女友) |
| 第19集   | 55.俏女傭          | 豬哥亮(飾先生)、陳亞蘭(飾太太)、呂雪鳳(飾鄰居)、陳孝萱(飾女傭) |
| 第19集   | 56.婚姻介紹所      | 豬哥亮(飾社長)、陳亞蘭(飾客人)、黃西田(飾客人) |
| 第20集   | 57.望你早歸        | 豬哥亮(飾先生)、陳亞蘭(飾太太)、陳霆(飾前夫)、游詩璟(飾女兒) |
| 第20集   | 58.父子情深        | 豬哥亮(飾爸爸)、陳亞蘭(飾媽媽)、李易(飾兒子) |
| 第20集   | 59.阿蘭飯店        | 豬哥亮(飾客人)、陳亞蘭(飯店經理)、王宇婕(飾客人)、邱逸峰(飾客人) |
| 第21集   | 60.旅遊陷阱        | 豬哥亮(飾攤販)、陳亞蘭(飾導遊)、黃鐙輝(飾攤販)、賀一航(飾攤販)、PopU Lady(飾旅遊團) |
| 第21集   | 61.高級傭人        | 豬哥亮(飾爸爸)、陳亞蘭(飾妹妹)、伊正(飾哥哥)、呂雪鳳(飾傭人) |
| 第21集   | 62.房屋仲介        | 豬哥亮(飾房屋仲介者)、陳亞蘭(飾太太)、宋達民(飾先生) |
| 第22集   | 63.命運青紅燈      | 豬哥亮(飾窮人夫)、陳亞蘭(飾貴婦)、林佩君(飾窮人妻)、邱逸峰(飾婚紗店老闆)、馬國畢(飾管家) |
| 第22集   | 64.姻緣人注定      | 豬哥亮(飾未婚夫)、陳亞蘭(飾媽媽)、宋逸民(飾未婚夫)、廖慧珍(飾姊姊)、馮媛甄(飾妹妹) |
| 第22集   | 65.年終尾牙        | 豬哥亮(飾老闆)、陳亞蘭(二廚)、康弘(飾大廚)、丁國琳(飾領檯) |
| 第23集   | 66.不速之客        | 豬哥亮(飾爸爸)、陳亞蘭(飾媽媽)、洪都拉斯(飾爸爸)、黃露瑤(飾女兒)、潘逸安(飾豬哥亮兒子) |
| 第23集   | 67.負心的人        | 豬哥亮(飾瓦斯行)、陳亞蘭(飾老闆娘)、林佩君(飾男友媽媽)、王中皇(飾男友) |
| 第23集   | 68.財神駕到        | 豬哥亮(飾財神)、陳亞蘭(媽媽)、小亮哥(飾爸爸)、素珠(飾阿嬤)、大愷(飾兒子) |
| 第24集   | 69.檢察官          | 豬哥亮(飾警官)、陳亞蘭(飾罪犯)、王耿豪(飾檢察官) |
| 第24集   | 70.家有一老        | 豬哥亮(飾爸爸)、陳亞蘭(飾大女兒)、林佑星(飾二兒子)、陳孝萱(飾小女兒)、文雨非(飾客串) |
| 第24集   | 71.歹厝邊          | 豬哥亮(飾鄰居)、陳亞蘭(飾豬哥亮的太太)、林健寰(飾先生)、張本渝(飾太太) |
| 第25集   | 72.生日快樂        | 豬哥亮(飾先生)、陳亞蘭(飾太太)、馬國畢(飾鄰居)、吳敏(飾鄰居)、吳淑敏(飾快遞) |
| 第25集   | 73.盲目的愛        | 豬哥亮(飾管家)、陳亞蘭(飾老師)、伊正(飾老闆)、丁國琳(飾表妹)、游詩璟(飾女兒) |
| 第25集   | 74.隱形草          | 豬哥亮(飾黑道大哥)、陳亞蘭(飾攤販)、張善為(飾黑道小弟)、張棋惠(飾妹妹)、黃泰安(飾哥哥) |
| 第26集   | 75.求愛三兄弟      | 豬哥亮(飾三弟)、陳亞蘭(飾管家)、徐貴櫻(飾媽媽)、黃志瑋(飾大哥)、張睿家(飾二哥)、賴琳恩(飾大哥女友)、曾之喬(飾二哥女友)、王思佳(飾三弟女友)                                                                       |
| 第26集   | 76.闔家團圓        | 豬哥亮(飾爸爸)、陳亞蘭(飾大儿子妻子)、宋逸民(飾大儿子)、宋達民（飾二儿子）、吴敏（饰三儿子妈妈）、马国贤（饰三儿子）、劉伊心(飾孫女)、廖慧珍(飾孫女)、邱逸峰(飾孫子)                                             |
| 第26集   | 77.刁蠻公主        | 豬哥亮(飾皇上)、陳亞蘭(飾狀元)、黃鐙輝(飾太監)、羅霈穎(飾公主)、曾苡晴(飾民女)、賴薇如(飾民女)、羅時豐(飾探花)、脫線(飾榜眼)                                                                                     |
| 第27集   | 78.青梅竹馬        | 豬哥亮(飾孫女同學)、陳亞蘭(飾孫女)、方駿(飾阿公)、唐豐(飾律師)、黃泰安(飾打手) |
| 第27集   | 79.西瓜偎大邊      | 豬哥亮(飾先生)、陳亞蘭(飾太太)、蘇炳憲(飾前夫)、黃雨欣(飾小三) |
| 第27集   | 80.英雄本色        | 豬哥亮(飾流氓哥哥)、陳亞蘭(飾流氓小弟)、王思佳(飾流氓弟弟女友)、林佑星(飾流氓弟弟) |
| 第28集   | 81.孤女的願望      | 豬哥亮(飾田庄阿伯)、陳亞蘭(飾賣香女)、吳淑敏(飾孤女)、談學斌(飾董事長) |
| 第28集   | 82.和樂一家親      | 豬哥亮(飾先生)、陳亞蘭(飾太太)、王豪(飾管理員)、林佩君(飾岳母)、劉美玲(飾婆婆) |
| 第28集   | 83.惡房客          | 豬哥亮(飾房東)、陳亞蘭(飾太太)、曾苡晴(飾房客)、白雲(飾男友)、邱逸峰(飾先生) |
| 第29集   | 84.告別單身        | 豬哥亮(飾爸爸)、陳亞蘭(飾媽媽)、蕭景鴻(飾兒子)、黃雨欣(飾鋼管女郎)、洪棠(飾SM女郎) |
| 第29集   | 85.寒假旅遊        | 豬哥亮(飾爺爺)、陳亞蘭(飾媽媽)、潘逸安(飾兒子)、徐亨(飾爸爸) |
| 第29集   | 86.歹路不通行      | 豬哥亮(飾老大)、陳亞蘭(飾姐姐)、黃鐙輝(飾小弟)、馬幼興(飾大哥大)、林雨葶(飾小妹) |
| 第30集   | 87.酒後誤事        | 豬哥亮(飾爸爸)、陳亞蘭(飾管理員)、蘇炳憲(飾女婿)、廖慧珍(飾女兒) |
| 第30集   | 88.後宮真煩傳      | 豬哥亮(飾太監)、陳亞蘭(飾皇上)、王彩樺(飾樺妃)、呂雪鳳(飾皇后)、斕曦(飾秀女) |
| 第30集   | 89.烏龍殺手        | 豬哥亮(飾小弟)、陳亞蘭(飾總管)、徐亨(飾黑道大哥)、脫線(飾小弟)、米漿(飾黑道大哥) |
| 第31集   | 90.掛羊頭賣狗肉    | 豬哥亮(飾客人)、陳亞蘭(飾攤販)、吳敏(飾紅牌) |
| 第31集   | 91.媽媽是歌星      | 豬哥亮(飾工讀生)、陳亞蘭(飾歌星)、紀麗如(飾歌星)、林雨葶(飾妹妹)、李㼈(飾老闆) |
| 第31集   | 92.上海灘          | 豬哥亮(飾客人)、陳亞蘭(飾客人)、王彩樺(飾歌星)、溫昇豪(飾客人)、邱逸峰(飾客人) |
| 第32集   | 93.極道餐廳        | 豬哥亮(飾客人)、陳亞蘭(飾客人)、王思佳(飾服務生)、邱逸峰(飾少廚)、太保(飾大廚) |
| 第32集   | 94.養老院          | 豬哥亮(飾病人)、陳亞蘭(飾護理長)、林佩君(飾媽媽)、林雨葶(飾女兒)、康弘(飾病人) |
| 第32集   | 95.大老婆的反擊    | 豬哥亮(飾老闆)、陳亞蘭(飾老闆娘)、紀麗如(飾管家)、曾苡晴(飾學妹) |
| 第33集   | 96.人心人術        | 豬哥亮(飾病人)、陳亞蘭(飾醫生)、脫線(飾病人)、游詩璟(飾護士) |
| 第33集   | 97.錯誤的愛        | 豬哥亮(飾爸爸)、陳亞蘭(飾媽媽)、曾莞婷(飾女兒)、楊繡惠(飾男友媽媽)、馬幼興(飾男友) |
| 第33集   | 98.驚世媳婦        | 豬哥亮(飾哥哥)、陳亞蘭(飾大嫂)、沈世朋(飾弟弟)、陈珮骐(飾女友) |
| 第34集   | 99.基隆山之戀      | 豬哥亮(飾保鏢)、陳亞蘭(飾欠債)、白雲(飾大哥)、廖慧珍(飾大哥女人) |
| 第34集   | 100.失憶症         | 豬哥亮(飾街頭藝人)、陳亞蘭(飾病人)、伊正(飾醫生)、紀麗如(飾女友) |
| 第34集   | 101.牙醫診所       | 豬哥亮(飾醫生爸爸)、陳亞蘭(飾護士)、米漿(飾病人)、宋逸民(飾醫生)、曾苡晴(飾鄰居) |
| 第35集   | 102.代理校長       | 豬哥亮（飾訓導主任）、陳亞蘭（飾攤販）、陳珮騏（飾學生）、大芭（飾學生）、黄鐙輝（飾學生）、邱逸峰（飾學生） |
| 第35集   | 103.小姐保鏢       | 豬哥亮（飾爸爸）、陳亞蘭（飾管家）、林佑星（飾保鏢）、曾莞婷（飾千金小姐〉、狄志杰（飾有錢人）、邱逸峰（飾田僑仔）                                                                                               |
| 第35集   | 104.妙管家         | 豬哥亮（飾哥哥）、陳亞蘭（飾管家）、伊正（飾少爺）、李亮瑾（飾少爺女友） |
| 第36集   | 105.流動神壇       | 豬哥亮（飾黃鐙輝師父）、陳亞蘭（飾王中皇妻子）、黄鐙輝（飾豬哥亮徒弟）、王中皇（飾陳亞蘭丈夫）、王彩樺（飾王中皇妹妹）                                                                                           |
| 第36集   | 106.冤家路窄       | 豬哥亮（飾楊繡惠丈夫）、陳亞蘭（飾吕雪鳳女兒）、吕雪鳳（飾陳亞蘭媽媽）、楊繡惠（飾猪哥亮妻子）、潘逸安（飾黄露瑤男友）、黄露瑤（飾潘逸安女友）、馬國畢（飾建設局官員）                                           |
| 第36集   | 107.龍兄鼠弟       | 豬哥亮（飾總裁）、陳亞蘭（飾總裁特助）、陳冠霖（飾豬哥亮大兒子）、林佑星（飾二兒子）、陳仙梅（飾二兒子女友）、邱逸峰（飾討債）                                                                                   |
| 第37集   | 108.相親記         | 豬哥亮（飾客人）、陳亞蘭（飾媒婆）、陳嘉君（飾客人）、楊繡惠（飾客人）、李亮瑾（飾客人） |
| 第37集   | 109.有奸客棧       | 豬哥亮（飾錦衣衛）、陳亞蘭（飾投宿客人）、王彩樺（飾老闆娘）、黃鐙輝（飾店小二）、邱逸峰（飾投宿客人）、紀麗如（飾山寨女王）                                                                                     |
| 第37集   | 110.久病無孝子     | 豬哥亮（飾爸爸）、陳亞蘭（飾小女兒）、何姵蓓（飾看護）、蘇炳憲（飾大哥）、馬幼興（飾二哥） |
| 第38集   | 111.傻瓜兄弟       | 豬哥亮（飾大哥）、陳亞蘭（飾媽媽）、何姵蓓（飾孫女）、方駿（飾爺爺）、馬國畢（飾小弟）、潘逸安（飾兒子） |
| 第38集   | 112.敗家子         | 豬哥亮（飾司機）、陳亞蘭（飾媽媽）、伊正（飾老闆）、林佑星（飾兒子）、林雨葶（飾女友）、和家穎（飾警察）、何姵蓓（飾醫生）                                                                                       |
| 第38集   | 113.麻雀變鳳凰     | 豬哥亮（飾特助）、陳亞蘭（飾董事長）、陳仙梅（飾茶水小妹）、陳冠霖（飾總經理）、曾莞婷（飾大小姐）、苗真（飾服飾店員）                                                                                           |
| 第39集   | 114.燒肉粽         | 豬哥亮（飾攤販）、陳亞蘭（飾警察）、陳霆（飾警察）、邱逸峰（飾宅男）、林雨葶（飾網友） |
| 第39集   | 115.春風少年兄     | 豬哥亮（飾高中生）、陳亞蘭（飾媽媽）、星卉（飾女兒）、林佑星（飾高中生）、黃鐙輝（飾高中生） |
| 第39集   | 116.選舉風波       | 豬哥亮（飾肉販）、陳亞蘭（飾菜販）、陳珮騏（飾豆腐西施）、黃鐙輝（飾流氓）、邱逸峰（飾流氓）、楊慶煌（飾理事長）                                                                                                 |
| 第40集   | 117.台語補習班     | 豬哥亮（飾老師）、陳亞蘭（飾學生）、吳敏（飾學生）、瑪格麗特（飾學生） |
| 第40集   | 118.社區三朵花     | 豬哥亮（飾先生）、陳亞蘭（飾鄰居）、呂雪鳳（飾太太）、楊繡惠（飾鄰居）、伊正（飾里長）、苗可麗（飾里長太太） |
| 第40集   | 119.難兄難弟       | 豬哥亮（飾職員）、陳亞蘭（飾主任）、林佑星（飾職員）、陳珮騏（飾表妹） |
| 第41集   | 120.恰查某         | 豬哥亮（飾爸爸）、陳亞蘭（飾大女兒）、星卉（飾小女兒）、林佑星（飾星卉男友）、楊慶煌（飾司機） |
| 第41集   | 121.最佳損友       | 豬哥亮（飾老公）、陳亞蘭（飾太太）、邱逸峰（飾同事）、伊正（飾同事）、洪都拉斯（飾同事）、曾苡晴（飾一日女友）                                                                                                   |
| 第41集   | 122.慈母心         | 豬哥亮（飾鄰居）、陳亞蘭（飾媽媽）、連靜雯（飾大女兒）、何依霈（飾小女兒）、宋逸民（飾男友） |
| 第42集   | 123.婚外情         | 豬哥亮（飾老公）、陳亞蘭（飾老婆）、何依霈（飾小三）、吳敏（飾客人） |
| 第42集   | 124.老伴           | 豬哥亮（飾爸爸）、陳亞蘭（飾女兒）、星卉（飾鄰居女兒）、呂雪鳳（飾鄰居） |
| 第42集   | 125.指腹為婚       | 豬哥亮（飾員外）、陳亞蘭（飾書僮）、楊繡惠（飾媒婆）、沈世朋（飾兒子）、李宣榕（飾小姐） |
| 第43集   | 126.龍爭虎鬥       | 豬哥亮（飾爸爸）、陳亞蘭（飾老闆娘）、葉華（飾小姐）、蘇炳憲（飾兒子）、向娃（飾大姊頭） |
| 第43集   | 127.一夫多妻       | 豬哥亮（飾老公）、陳亞蘭（飾傭人）、苗可麗（飾大老婆）、呂雪鳳（飾二老婆）、楊繡惠（飾三老婆）、王彩樺（飾四老婆）                                                                                               |
| 第43集   | 128.廁所所長       | 豬哥亮（飾所長）、陳亞蘭（飾妹妹）、伊正（飾酒客）、黃鐙輝（飾酒客）、曾莞婷（飾酒客老婆） |
| 第44集   | 129.金盆洗手       | 豬哥亮（飾攤販）、陳亞蘭（飾少妹）、王滿嬌（飾媽媽）、楊慶煌（飾兒子） |
| 第44集   | 130.愛情的騙子     | 豬哥亮（飾酒客）、陳亞蘭（飾清潔工）、星卉（飾酒女）、曾苡晴（飾酒女）、陳冠霖（飾大學生） |
| 第44集   | 131.月子中心       | 豬哥亮（飾院長）、陳亞蘭（飾產婦）、曾莞婷（飾產婦）、林佑星（飾先生） |
| 第45集   | 132.臨時工         | 豬哥亮（飾老闆）、陳亞蘭（飾臨時工）、脫線（飾臨時工）、徐亨（飾臨時工）、黃鐙輝（飾臨時工） |
| 第45集   | 133.親戚麥計較     | 豬哥亮（飾先生）、陳亞蘭（飾傭人）、呂雪鳳（飾太太）、宋逸民（飾弟弟）、王彩樺（飾弟媳） |
| 第45集   | 134.三代烤雞店     | 豬哥亮（飾員工）、陳亞蘭（飾老闆）、袁麗珊（飾客人）、林佑星（飾客人）、邱逸峰（飾客人） |
| 第46集   | 135.媽媽叔叔       | 豬哥亮（飾小叔）、陳亞蘭（飾董事長女兒）、苗可麗（飾夫人）、伊正（飾總經理）、林佑星（飾總經理兒子） |
| 第46集   | 136.後母前妻子     | 豬哥亮（飾兒子）、陳亞蘭（飾女兒）、洪都拉斯（飾爸爸）、楊繡惠（飾後母） |
| 第46集   | 137.忠心小弟       | 豬哥亮（飾老大）、陳亞蘭（飾亞蘭幫）、楊慶煌（飾小弟）、何依霈（飾亞蘭幫） |
| 第47集   | 138.離別的月台     | 豬哥亮（飾攤販）、陳亞蘭（飾女友）、沈世朋（飾男友）、星卉（飾女友） |
| 第47集   | 139.失戀症候群     | 豬哥亮（飾哥哥）、陳亞蘭（飾妹妹）、楊繡惠（飾姐姐）、邱逸峰（飾弟弟）、何依霈（飾妹妹） |
| 第47集   | 140.鄉下派出所     | 豬哥亮（飾警察）、陳亞蘭（飾鄉民）、洪都拉斯（飾警官） |
| 第48集   | 141.日行一善       | 豬哥亮（飾學生）、陳亞蘭（飾教官）、曾莞婷（飾女友）、宋逸民（飾男友）、潘逸安（飾阿婆） |
| 第48集   | 142.童養媳         | 豬哥亮（飾賭徒）、陳亞蘭（飾童養媳）、洪都拉斯（飾有錢人）、邱逸峰（飾友人） |
| 第48集   | 143.守財奴         | 豬哥亮（飾先生）、陳亞蘭（飾太太）、林佑星（飾弟弟）、曾苡晴（飾秘書） |
| 第49集   | 144.自作多情       | 豬哥亮（飾哥哥）、陳亞蘭（飾姐姐）、陳冠霖（飾弟弟）、星卉（飾妹妹） |
| 第49集   | 145.糟糠妻不可棄   | 豬哥亮（飾先生）、陳亞蘭（飾妹妹）、呂雪鳳（飾太太）、吳佳珊（飾媽媽）、何依霈（飾小三） |
| 第49集   | 146.桃色交易       | 豬哥亮（飾好友）、陳亞蘭（飾太太）、林佑星（飾先生）、苗真（飾秘書）、楊繡惠（飾富婆） |
| 第50集   | 147.盲人歌手       | 豬哥亮（飾客人）、陳亞蘭（飾老闆）、楊慶煌（飾弟弟）、高慧君（飾盲人歌手） |
| 第50集   | 148.家庭煮夫       | 豬哥亮（飾先生）、陳亞蘭（飾太太）、伊正（飾特助）、楊繡惠（飾大姊） |
| 第50集   | 149.選媳婦         | 豬哥亮（飾爸爸）、陳亞蘭（飾管家）、宋逸民（飾兒子）、曾苡晴（飾女友）、星卉（飾女友） |
| 第51集   | 150.駐唱歌廳       | 豬哥亮（飾弟弟）、陳亞蘭（飾歌手）、曾莞婷（飾歌手）、沈世朋（飾老闆） |
| 第51集   | 151.疑心病         | 豬哥亮（飾先生）、陳亞蘭（飾太太）、林佑星（飾同事）、何依霈（飾妹妹） |
| 第51集   | 152.家有千金       | 豬哥亮（飾哥哥）、陳亞蘭（飾大姊）、宋逸民（飾弟弟）、吳佳珊（飾媽媽）、紀麗如（飾二姊） |
| 第52集   | 153.泡妞三招       | 豬哥亮（飾朋友）、陳亞蘭（飾警察）、洪都拉斯（飾朋友）、苗真（飾女警） |
| 第52集   | 154.戲班人生       | 豬哥亮（飾團長）、陳亞蘭（飾小生）、王彩樺（飾學徒）、況明潔（飾花旦）、秦楊（飾金主） |
| 第52集   | 155.姊妹情         | 豬哥亮（飾爸爸）、陳亞蘭（飾姐姐）、廖慧珍（飾妹妹）、林佑星（飾男友） |
| 第53集   | 156.安平追想曲     | 豬哥亮（飾仰慕者）、陳亞蘭（飾女兒）、林美照（飾媽媽）、林佩君（飾媽媽）、夏克立（飾爸爸） |
| 第53集   | 157.鄉下祖孫       | 豬哥亮（飾爺爺）、陳亞蘭（飾媽媽）、洪都拉斯（飾爸爸）、林佑星（飾孫子） |
| 第53集   | 158.無妄之災       | 豬哥亮（飾病患）、陳亞蘭（飾特助）、何姵蓓（飾護士）、呂雪鳳（飾社長） |
| 第54集   | 159.望夫成龍       | 豬哥亮（飾先生）、陳亞蘭（飾太太）、楊繡惠（飾業務員）、白雲（飾催眠師） |
| 第54集   | 160.錯配姻緣       | 豬哥亮（飾情夫）、陳亞蘭（飾情夫太太）、方駿（飾先生）、潘麗麗（飾太太） |
| 第54集   | 161.黑道世家       | 豬哥亮（飾爸爸）、陳亞蘭（飾姊姊）、林佑星（飾弟弟）、黃鐙輝（飾小弟）、陳孝萱（飾弟弟女友） |
| 第55集   | 162.美容怨         | 豬哥亮（飾學徒）、陳亞蘭（飾設計師）、況明潔（飾客人）、林佑星（飾客人） |
| 第55集   | 163.抗日三兄弟     | 豬哥亮（飾大帥）、陳亞蘭（飾大哥）、方駿（飾團長）、苗可麗（飾二妹）、小亮哥（飾小弟）、黃鐙輝（飾士兵）、孫詩珮（飾樊梨花）、孫詩詠（飾薛丁山）                                                                 |
| 第55集   | 164.家庭醫師       | 豬哥亮（飾醫師）、陳亞蘭（飾太太）、宋逸民（飾先生）、星卉（飾好友） |
| 第56集   | 165.流浪漢賭注     | 豬哥亮（飾流浪漢）、陳亞蘭（飾警察）、黃鐙輝（飾流浪漢）、星卉（飾姊姊）、曾苡晴（飾妹妹） |
| 第56集   | 166.妙齡女僕       | 豬哥亮（飾老闆）、陳亞蘭（飾老闆娘）、楊繡惠（飾媽媽）、王宇婕（飾女兒） |
| 第56集   | 167.好孕到         | 豬哥亮（飾哥哥）、陳亞蘭（飾嫂嫂）、伊正（飾弟弟）、李亮瑾（飾弟媳） |
| 第57集   | 168.車輪餅之戰     | 豬哥亮（飾攤販）、陳亞蘭（飾攤販）、邱逸峰（飾流氓）、馬幼興（飾警察） |
| 第57集   | 169.斷袖笑傳       | 豬哥亮（飾皇帝）、陳亞蘭（飾太監）、苗可麗（飾貴妃）、孫詩詠（飾太子）、孫詩珮（飾知己） |
| 第57集   | 170.借情人         | 豬哥亮（飾富豪）、陳亞蘭（飾富豪）、況明潔（飾總裁夫人）、王惠五（飾總裁） |
| 第58集   | 171.真假露露       | 豬哥亮（飾老闆）、陳亞蘭（飾客人）、許仙姬（飾老闆娘）、王豪（飾客人）、曾苡晴（飾露露） |
| 第58集   | 172.賣某做大舅     | 豬哥亮（飾先生）、陳亞蘭（飾太太）、小亮哥（飾好友）、黃雨欣（飾小三） |
| 第58集   | 173.媽寶           | 豬哥亮（飾女友爸爸）、陳亞蘭（飾女友）、陳冠霖（飾男友）、吳敏（飾媽媽） |
| 第58集   | 174.黑手之戀       | 豬哥亮（飾爸爸）、陳亞蘭（飾女兒）、陳文山（飾男友）、嚴藝文（飾媽媽） |
| 第59集   | 175.豬耳鼻喉科     | 豬哥亮（飾醫生）、陳亞蘭（飾護士）、林佑星（飾病人）、曾莞婷（飾病人） |
| 第59集   | 176.我的家庭       | 豬哥亮（飾先生）、陳亞蘭（飾鄰居）、呂雪鳳（飾太太）、邱逸峰（飾兒子） |
| 第59集   | 177.烏龍臥底       | 豬哥亮（飾小弟）、陳亞蘭（飾妹妹）、陳文山（飾老大）、洪都拉斯（飾小弟）、陳霆（飾妹婿） |
| 第60集   | 178.恐怖情人       | 豬哥亮（飾兒子）、陳亞蘭（飾女友）、許仙姬（飾媽媽）、伊正（飾男友） |
| 第60集   | 179.生日不快樂     | 豬哥亮（飾爸爸）、陳亞蘭（飾媽媽）、陳珮騏（飾秘書）、林佑星（飾兒子） |
| 第60集   | 180.美人計         | 豬哥亮（飾爸爸）、陳亞蘭（飾媽媽）、楊慶煌（飾男友）、王宇婕（飾女兒） |
| 第61集   | 181.黑道追殺令     | 豬哥亮（飾證人）、陳亞蘭（飾警官）、星卉（飾女警）、廖慧珍（飾女警）、黃鐙輝（飾黑道） |
| 第61集   | 182.臨時褓母       | 豬哥亮（飾攤販）、陳亞蘭（飾媽媽）、楊繡惠（飾攤販）、林佑星（飾兒子）、邱逸峰（飾警察） |
| 第61集   | 183.阿爸的保險箱   | 豬哥亮（飾爸爸）、陳亞蘭（飾房東）、伊正（飾大兒子）、何依霈（飾小女兒） |
| 第62集   | 184.我當兵妳變心   | 豬哥亮（飾逃兵）、陳亞蘭（飾豬哥亮的妹妹）、白雲（飾豬哥亮的朋友）、星卉（飾豬哥亮的女友）、陳文山（飾男友） |
| 第62集   | 185.傻人有傻福     | 豬哥亮（飾爸爸）、陳亞蘭（飾大女兒）、楊慶煌（飾大女婿）、陳珮騏（飾小女兒）、林佑星（飾小女婿） |
| 第62集   | 186.豪門風雲       | 豬哥亮（飾董事長）、陳亞蘭（飾管家）、伊正（飾財務長）、曾莞婷（飾女友）、陳霆（飾司機） |
| 第63集   | 187.錄影帶出租店   | 豬哥亮（飾客人）、陳亞蘭（飾妻子）、邱逸峰（飾店員）、沈世朋（飾丈夫）、黃鐙輝（飾警察）、黃露瑤（飾女友） |
| 第63集   | 188.小人物狂想曲   | 豬哥亮（飾伙計）、陳亞蘭（飾妹妹）、呂雪鳳（飾老闆娘）、黑面（飾流氓）、邱逸峰（飾董事長） |
| 第63集   | 189.婚禮奧客       | 豬哥亮（飾貴客）、陳亞蘭（飾新娘）、楊繡惠（飾貴客）、陳文山（飾新郎）、素珠（飾媽媽） |
| 第64集   | 190.校園青春       | 豬哥亮（飾學生）、陳亞蘭（飾訓導主任）、邱逸峰（飾學生）、白雲（飾學生）、林佑星（飾學生）、曾苡晴（飾女友） |
| 第64集   | 191.家庭教師       | 豬哥亮（飾家庭教師）、陳亞蘭（飾管家）、呂雪鳳（飾貴婦）、星卉（飾女兒） |
| 第64集   | 192.百倍奉還       | 豬哥亮（飾經理）、陳亞蘭（飾職員）、楊繡惠（飾總經理）、曾莞婷（飾職員）、黃鐙輝（飾職員） |
| 第65集   | 193.丈母娘與女婿   | 豬哥亮（飾先生）、陳亞蘭（飾鄰居女兒）、王彩樺（飾太太）、王豪（飾鄰居）、寶媽（飾丈母娘） |
| 第65集   | 194.我兒阿亮       | 豬哥亮（飾管家）、陳亞蘭（飾貴婦）、陳文山（飾男友）、陽帆（飾男友） |
| 第65集   | 195.老爺與管家     | 豬哥亮（飾老爺）、陳亞蘭（飾女兒）、楊繡惠（飾管家）、宋逸民（飾建商）、陳冠霖（飾建商） |
| 第66集   | 196.陪考趣         | 豬哥亮（飾爸爸）、陳亞蘭（飾姊姊）、黃鐙輝（飾考生）、何依霈（飾考生） |
| 第66集   | 197.孤兒怨         | 豬哥亮（飾先生）、陳亞蘭（飾太太）、洪都拉斯（飾孤兒）、劉曉憶（飾院長）、潘逸安（飾警察） |
| 第66集   | 198.原來是美蘭     | 豬哥亮（飾哥哥）、陳亞蘭（飾妹妹）、況明潔（飾董事長）、陳冠霖（飾總經理） |
| 第66集   | 199.通緝犯         | 豬哥亮（飾伙計）、陳亞蘭（飾老闆）、方駿（飾通緝犯）、陳文山（飾警察）、曾苡晴（飾警察） |
| 第67集   | 200.樂透風波       | 豬哥亮（飾爺爺）、陳亞蘭（飾媽媽）、賴薇如（飾孫女）、宋達民（飾爸爸） |
| 第67集   | 201.拖油瓶         | 豬哥亮（飾董事長）、陳亞蘭（飾阿姨）、王宇婕（飾千金小姐）、謝欣諭（飾女兒）、蘇炳憲（飾經理） |
| 第67集   | 202.穿越時空愛上你 | 豬哥亮（飾哥哥）、陳亞蘭（飾妹妹）、李宣榕（飾公主）、林佩君（飾姥姥） |
| 第67集   | 203.泡妞守則       | 豬哥亮（飾爸爸）、陳亞蘭（飾姊姊）、殷琦（飾妹妹）、邱逸峰（飾公子哥）、郝劭文（飾朋友） |
| 第68集   | 204.亂點鴛鴦譜     | 豬哥亮（飾管家）、陳亞蘭（飾媽媽）、朱芯儀（飾女兒）、夏如芝（飾外甥女）、王惠五（飾有錢人）、施易男（飾兒子）、郭品超（飾保鑣）                                                                                 |

## 特別節目
- 2013年2月9日19點至22點，《萬秀豬王》播出除夕特別節目《萬秀豬王旺新年》，由豬哥亮與陳亞蘭主持，網羅中視偶像劇《求愛365》演員張睿家、曾之喬、賴琳恩、黃志瑋等人與豬哥亮合演短劇。[3]

## 相關記事
- 2012年7月24日：中視舉行《萬秀豬王》首錄記者會，主持人定為豬哥亮與陳亞蘭，開播日期定為2012年8月18日。

- 2012年8月9日：白冰冰說，豬哥亮主持《萬秀豬王》一集酬勞為新台幣70萬元，和過去張菲主持《綜藝大哥大》相同，張菲酬勞太高是《綜藝大哥大》停播的原因之一。同日，《萬秀豬王》製作人郭建宏回應：「我真的不知道。他的酬勞由中視付。」[4]

- 2012年8月16日：豬哥亮主持的壹電視綜合台節目《豬哥壹級棒》錄影，豬哥亮在壹電視總部1樓大廳召開記者會，全程六分鐘沒受訪，向其女兒謝金燕喊話：「豬哥亮死了以後，謝金燕妳不可以來送我。從今以後，妳就是『謝金燕小姐』，我就是『豬哥亮』，（妳）以後叫我『豬大哥』。」此話被外界質疑炒作《萬秀豬王》，豬哥亮經紀人與謝金燕都不回應。[5]

- 2012年8月16日：《壹週刊》第586期報導，由於豬哥亮曾主持民間全民電視公司（民視）綜藝節目《豬哥會社》，民視很不諒解映畫傳播製作《萬秀豬王》，無預警腰斬映畫傳播製作、JR主持的民視交友節目《好膽你就來》。該文同時報導，《萬秀豬王》首錄時，豬哥亮與殷琦演短劇時在現場兒童觀眾面前開黃腔，映畫傳播副總經理黃裕昇表示：「節目有編審把關，現場有小朋友是那天剛好有『電視夏令營』來參觀。如果有觀眾覺得不妥，我們會改善。而且當天（豬哥亮）根本沒有觸碰到殷琦，只是節目效果。」[6]

- 2012年8月17日：《時報周刊》第1799期刊登豬哥亮專訪，豬哥亮在專訪中說，他希望謝金燕能主動來上《萬秀豬王》當作送他的父親節禮物，但「如果（謝金燕）這次再不來，我也沒話講了」。對於《萬秀豬王》將與胡瓜主持的民視綜藝節目《明日之星Super Star》對打，豬哥亮說：「沒有要跟誰打。他做他的節目，我做我的，各賺各的錢。但信心當然有，我要過來就有信心，而且我以前簽牌也都穩的！我只有賭博失敗而已，其他從來都沒失敗過！」豬哥亮也說明他與陳亞蘭合作主持《萬秀豬王》的原因：「一開始都是製作單位去想，也不知道他們要找誰。後來楊老闆（楊登魁）就說：『你們怎麼不去問豬哥亮咧！』我是說都可以啦，只要有收視率就好。後來楊老闆決定找陳亞蘭，剛好她也是我的恩人；因為一直要還她當年借我的錢，但她都不收，說如果拿了就不算幫我。」[7]

- 2012年8月18日：《萬秀豬王》首度正式播映，孔鏘擔任節目伴奏。

- 2012年10月12日：為慶祝《萬秀豬王》收視率再次超過4%，中視總經理李泰臨到化妝室與豬哥亮共進晚餐，休息室大約只有3米見方，菜色是香腸、青菜配上幾條煎白帶魚，幾個人湊合著滷肉飯慶功。[8]

## 收視率
| 播映日期       | 週數   | 收視平均 | 排名 | 集數   | 備註 |
| -------------- | ------ | -------- | ---- | ------ | --- |
| 2012年8月18日  | 1      | 5.41%    | 1    | 1      | - 台視《王子的約會》開播。 - 創中視多年來周六綜藝節目收視率的最佳紀錄。首播平均破5%，首集收視最高點落在江蕙訪談(單分鐘收視率7.44%，收視人口數164萬人)、其次是林俊逸(單分鐘收視率7.23%，收視人口數159萬5千人)、第三高是由兩位主持人和康弘、黃西田、向娃主演的爆笑短劇(單分鐘收視率7.02%，收視人口數151萬7千人)。                                           |
| 2012年8月25日  | 2      | 4.07%    | 1    | 2      | |
| 2012年9月1日   | 3      | 4.38%    | 1    | 3      | - 從秀場時代起，短劇就是豬哥亮的拿手絕活，《萬秀豬王》以〈瘋狂理髮師〉創下最高收視率5.56%，收視人口數有122萬6000人。 |
| 2012年9月8日   | 4      | 4.38%    | 1    | 4      | |
| 2012年9月15日  | 5      | 4.45%    | 1    | 5      | |
| 2012年9月22日  | 6      | 3.77%    | 1    | 6      | |
| 2012年9月29日  | 7      | 3.02%    | 1    | 7      | |
| 2012年10月6日  | 8      | 4.37%    | 1    | 8      | |
| 2012年10月13日 | 9      | 4.39%    | 1    | 9      | |
| 2012年10月20日 | 10     | 4.03%    | 1    | 10     | |
| 2012年10月27日 | 11     | 3.59%    | 1    | 11     | |
| 2012年11月3日  | 12     | 4.28%    | 1    | 12     | |
| 2012年11月10日 | 13     | 5.27%    | 1    | 13     | |
| 2012年11月17日 | 14     | 4.54%    | 1    | 14     | |
| 2012年11月24日 | 第15週 | 3.44%    | 2    | 第15集 | - 第49屆金馬獎頒獎典禮，平均收視為5.15% |
| 2012年12月1日  | 16     | 4.18%    | 1    | 16     | |
| 2012年12月8日  | 17     | 4.34%    | 1    | 17     | |
| 2012年12月15日 | 18     | 3.87%    | 1    | 18     | |
| 2012年12月22日 | 19     | 4.48%    | 1    | 19     | |
| 2012年12月29日 | 20     | 4.40%    | 1    | 20     | |
| 2013年1月5日   | 21     | 4.62%    | 1    | 21     | |
| 2013年1月12日  | 22     | 4.52%    | 1    | 22     | |
| 2013年1月19日  | 23     | 4.47%    | 1    | 23     | |
| 2013年1月26日  | 24     | 4.11%    | 1    | 24     | |
| 2013年2月2日   | 25     | 4.44%    | 1    | 25     | |
| 2013年2月9日   | 25     | 3.77%    | 1    | 26     | - 除夕特別節目收視昨出爐，由豬哥亮主持的中視《萬秀豬王旺新年》奪冠，4歲以上平均收視率3.77%。第2名則是胡瓜、余天主持的《民視第一發發發─龍飛鳳舞慶團圓》，陳美鳳和侯怡君還反串表演佛朗明哥舞蹈，平均收視率3.59%。 第3名是張小燕、哈林主持的台視《2013超級巨星紅白藝能大賞》，請到去年火紅的《後宮甄嬛傳》演員孫儷、蔡少芬、蔣欣與李東學，收視3.09%排名第3。 |
| 2013年2月16日  | 27     | 4.02%    | 1    | 27     | |
| 2013年2月23日  | 28     | 4.40%    | 1    | 28     | |
| 2013年3月2日   | 29     | 4.59%    | 1    | 29     | |
| 2013年3月9日   | 30     | 4.14%    | 1    | 30     | |
| 2013年3月16日  | 31     | 4.27%    | 1    | 31     | |
| 2013年3月23日  | 32     | 4.53%    | 1    | 32     | |
| 2013年3月30日  | 33     | 4.11%    | 1    | 33     | |
| 2013年4月6日   | 34     | 4.25%    | 1    | 34     | |
| 2013年4月13日  | 35     | 4.43%    | 1    | 35     | |
| 2013年4月20日  | 36     | 4.78%    | 1    | 36     | - 上週平均收視率衝到4.78%((收視總人口數287萬1千人)，維持全國第一的好成績，收視率最高落在短劇「冤家路窄」，單分鐘最高飆到6.39%(單分鐘人口數141萬3千人)。 |
| 2013年4月27日  | 37     | 4.65%    | 1    | 37     | |
| 2013年5月4日   | 38     | 4.53%    | 1    | 38     | |
| 2013年5月11日  | 39     | 4.41%    | 1    | 39     | |
| 2013年5月18日  | 40     | 4.87%    | 1    | 40     | |
| 2013年5月25日  | 41     | 4.54%    | 1    | 41     | |
| 2013年6月1日   | 42     | 4.83%    | 1    | 42     | |
| 2013年6月8日   | 43     | 4.35%    | 1    | 43     | |
| 2013年6月15日  | 44     | 4.66%    | 1    | 44     | |
| 2013年6月22日  | 45     | 4.41%    | 1    | 45     | |
| 2013年6月29日  | 46     | 4.44%    | 1    | 46     | |
| 2013年7月6日   | 47     | 3.62%    | 1    | 47     | |
| 2013年7月13日  | 48     | 4.82%    | 1    | 48     | |
| 2013年7月20日  | 49     | 4.28%    | 1    | 49     | |
| 2013年7月27日  | 50     | 4.09%    | 1    | 50     | |
| 2013年8月3日   | 51     | 3.64%    | 1    | 51     | |
| 2013年8月10日  | 52     | 4.35%    | 1    | 52     | |
| 2013年8月17日  | 53     | 4.45%    | 1    | 53     | |
| 2013年8月24日  | 54     | 4.64%    | 1    | 54     | |
| 2013年8月31日  | 55     | 4.78%    | 1    | 55     | |
| 2013年9月7日   | 56     | 4.28%    | 1    | 56     | |
| 2013年9月14日  | 57     | 3.63%    | 1    | 57     | |
| 2013年9月21日  | 58     | 4.19%    | 1    | 58     | |
| 2013年9月28日  | 59     | 4.00%    | 1    | 59     | |
| 2013年10月5日  | 60     | 4.27%    | 1    | 60     | |
| 2013年10月12日 | 61     | 4.13%    | 1    | 61     | |
| 2013年10月19日 | 62     | 4.38%    | 1    | 62     | |
| 2013年10月26日 | 63     | 4.61%    | 1    | 63     | |
| 2013年11月2日  | 64     | 4.76%    | 1    | 64     | |
| 2013年11月9日  | 65     | 3.98%    | 1    | 65     | |
| 2013年11月16日 | 66     | 4.23%    | 1    | 66     | |
| 2013年11月23日 | 67     | 3.23%    | 1    | 67     | - 最後一集 |

- 同時段綜藝節目：台視《王子的約會》、華視《周六大挑戰》《我們的那首歌》、民視《明日之星Super Star》
- 資料來源：凱絡媒體週報 中時娛樂

## 外部連結
- 萬秀豬王 （页面存档备份，存于）
- 萬秀豬王的Facebook專頁

## 作品的變遷
| 中視 星期六 20:00 - 22:00                  | 中視 星期六 20:00 - 22:00                 | 中視 星期六 20:00 - 22:00 |
| ------------------------------------------ | ----------------------------------------- | ------------------------- |
|                                            | 萬秀豬王 （2012年8月18日-2013年11月23日） |                           |
| 綜藝大本營 （2011年10月1日-2012年8月11日） | K歌大明星 （2017年7月1日－2017年9月23日） |                           |

| 中視 星期日 20:00 - 22:15               | 中視 星期日 20:00 - 22:15                  | 中視 星期日 20:00 - 22:15 |
| --------------------------------------- | ------------------------------------------ | ------------------------- |
|                                         | 萬秀豬王 （2014年10月12日-2014年10月26日） |                           |
| 魔力全開 （2014年9月7日-2014年10月5日） | 萬秀大勝利 （2014年11月2日-2015年9月13日） |                           |

| 中天娛樂台 星期六 19:00 - 21:00 | 中天娛樂台 星期六 19:00 - 21:00          | 中天娛樂台 星期六 19:00 - 21:00 |
| ------------------------------- | ---------------------------------------- | ------------------------------- |
|                                 | 萬秀豬王 （2015年1月3日-2015年12月26日） |                                 |
| -                               | 萬秀大勝利 （2016年1月2日-）             |                                 |

| Astro歡喜台 星期六 22:00 - 00:00          | Astro歡喜台 星期六 22:00 - 00:00         | Astro歡喜台 星期六 22:00 - 00:00 |
| ----------------------------------------- | ---------------------------------------- | -------------------------------- |
|                                           | 萬秀豬王 （2013年1月19日-2014年4月26日） |                                  |
| 第一劇場 （2011年12月24日-2013年1月12日） | 三星報囍 （2014年5月3日-2014年11月1日）  |                                  |

| Astro歡喜台HD 星期六 22:00 - 00:00 | Astro歡喜台HD 星期六 22:00 - 00:00       | Astro歡喜台HD 星期六 22:00 - 00:00 |
| ---------------------------------- | ---------------------------------------- | ---------------------------------- |
|                                    | 萬秀豬王 （2013年6月29日-2014年4月26日） |                                    |
| -                                  | 三星報囍 （2014年5月3日-2014年11月1日）  |                                    |